# Lennart Molin (militär)
Gustaf Lennart Molin, född den 12 december 1913 i Stockholm, död den 13 januari 1992 i Jönköping, var en svensk militär.
Molin avlade officersexamen 1938. Han blev fänrik vid Smålands arméartilleriregemente samma år, löjtnant där 1940 och kapten där 1946. Molin genomgick Artilleri- och ingenjörhögskolan 1940–1941. Han befordrades till major i Fälttygkåren 1958, till överstelöjtnant där 1963 och till överste där 1966. Molin var tygmästare vid Bodens tygstation 1958–1966 och chef för tygförvaltningen för Övre Norrlands militärområde från 1966 till sin pensionering. Han blev riddare av Svärdsorden 1958 och kommendör av samma orden 1973. Molin vilar på Östra kyrkogården i Jönköping.